# Canthon pacificus
Canthon pacificus là một loài bọ cánh cứng trong họ Bọ hung (Scarabaeidae).